# Vanessa Bryant
Vanessa Marie Bryant (de soltera Laine; nacida como Vanessa Urbieta Cornejo, Los Ángeles, California, 5 de mayo de 1982) es una filántropa estadounidense conocida por su matrimonio con el jugador de baloncesto Kobe Bryant. Fundaron ambos la Fundación Kobe y Vanessa Bryant en el 2007 para otorgar becas a estudiantes universitarios de minorías en todo el mundo. Bryant dirige la Fundación Deportiva Mamba y Mambacita para apoyar a los niños atletas que lo necesitan. Es la presidenta y directora ejecutiva de Granity Studios.

## Biografía
Bryant nació el 5 de mayo de 1982 en Los Ángeles, California. Ella es de ascendencia mexicana, irlandesa, inglesa y alemana. Sus padres se divorciaron cuando ella era un bebé. Después del divorcio de sus padres, su padre biológico se mudó a Baja California. Tiene una hermana mayor, Sophie. Su madre era empleada de envíos en una empresa de electrónica. En 1990, su madre se casó con Stephen Laine, quien era gerente medio en la misma empresa de electrónica en la que ella trabajaba. Comenzó a llamarse Laine después del matrimonio y cambió oficialmente su nombre a Vanessa Marie Laine en 2000, a pesar de que su padrastro nunca la adoptó oficialmente.
La casa de su familia estaba en Garden Grove, California, y residía con su abuelo adoptivo, Robert Laine, en Huntington Beach, California. Asistió a la escuela secundaria Marina.
En agosto de 1999, Bryant y su amiga Rowena Ireifej asistieron a un concierto de hip-hop en el anfiteatro Irvine Meadows. Fueron contactados por una compañía y les ofrecieron trabajo extra como bailarines de videos musicales. Bryant apareció más tarde en videos musicales para artistas como Krayzie Bone y Snoop Dogg. Su madre la acompañó en los rodajes. En noviembre de 1999, Bryant conoció a su futuro esposo, Kobe Bryant, en el set del video musical de la canción "G'd Up". La relación de alto perfil causó interrupciones en su escuela secundaria, lo que llevó a Bryant a completar su último año en casa como un estudio independiente. Se graduó de la escuela secundaria en 2000 con honores.

## Carrera y Filantropía
En el 2007, Bryant y su esposo fundaron la Fundación VIVO, que luego pasó a llamarse Fundación Kobe y Vanessa Bryant. Es una organización benéfica que apoya una perspectiva global cada vez mayor entre los jóvenes. Proporciona becas para estudiantes universitarios de minorías y otros jóvenes en todo el mundo. La organización benéfica ha colaborado con la Fundación Make-A-Wish.
Bryant y su esposa fueron donantes fundadores del Museo Nacional de Historia y Cultura Afroamericana.
En el 2020, luego de la muerte de su esposo y su segunda hija mayor, Bryant cambió el nombre de Mamba Sports Foundation de su esposo a Mamba and Mambacita Sports Foundation en honor a su hija. Apoya a los niños atletas pobres. En mayo del 2021, Bryant lanzó una línea de ropa Mambacita en honor a su hija Gianna. La línea está asociada con una marca de propiedad femenina, Dannijo, y todos los ingresos se destinan a la Fundación Deportiva Mambacita.
Bryant fue presidente y director ejecutivo de Granity Studios.
Bryant trabajó con Baby2Baby para brindar apoyo a mujeres y niños en situación de pobreza. En la gala de 10 años de Baby2Baby en noviembre del 2021, recibió un premio de filantropía.
El 8 de febrero del 2022, durante el Sports Power Brunch: celebrando a las mujeres más poderosas en los deportes, Bryant recibió el premio Be Your Own Champion por su liderazgo en la Mambacita Sports Foundation.

## Vida personal
Seis meses después de conocerse, Laine y Kobe Bryant se comprometieron. Su anillo de compromiso incluía un diamante de siete quilates. Se casaron el 18 de abril del 2001. Aproximadamente doce personas asistieron a la ceremonia de boda privada y se llevó a cabo en el St. Edward Church, una Iglesia Católica Romana en Dana Point, California. Después del matrimonio, tomó su apellido, convirtiéndose en Vanessa Marie Bryant.
En enero del 2003, Vanessa dio a luz a su primera hija con Kobe, Natalia.
Durante el caso de agresión sexual del 2003 contra su esposo, Bryant lo defendió y dijo: "Sé que mi esposo cometió el error de adulterio". Unos días después, recibió un anillo de diamantes morados de ocho quilates valorado en 4 millones de dólares, lo que llevó a especular que se trataba de un regalo por su apoyo. Según David K. Wiggins, profesor de estudios deportivos, su marido había encargado el anillo dos meses antes.
En el 2009, Bryant fue demandada por su ama de llaves, María Jiménez, quien alegó que la abusó verbalmente y la humilló mientras trabajaba en su casa de Newport Coast. Bryant negó esas acusaciones y contrademandó a Jiménez por incumplimiento de un acuerdo de confidencialidad.
El 16 de diciembre del 2011, Vanessa solicitó el divorcio de Kobe, citando diferencias irreconciliables. Esto provocó especulaciones sobre las ramificaciones financieras de Kobe, y algunos estimaron que Vanessa recibiría $ 75 millones. Trece meses después, los Bryant cancelaron el divorcio. En abril de 2016, David Wharton y Nathan Fenno de Los Angeles Times describieron a Bryant como una figura pública contradictoria y "a veces polarizante".
A principios de diciembre del 2016, Bryant dio a luz a una tercera hija, Bianka Bella, y en enero del 2019 los Bryant anunciaron que esperaban una cuarta hija. Su cuarto y último hija, llamado Capri Kobe, nació en junio del 2019.

### Demanda por Invasión a la Privacidad
El 26 de enero del 2020, el esposo de Bryant y su hija Gigi fallecieron en el accidente de helicóptero de Calabasas. Ella está demandando al condado de Los Ángeles por invasión de la privacidad y negligencia debido a que tomó fotografías de las víctimas del accidente y las compartió de manera inapropiada. Se fijó un juicio para el 22 de febrero del 2022, iniciando el 11 de agosto, finalmente el 24 de agosto, el estado falla a favor de la viuda de Bryant y le ordena a indemnizarla por 16 millones de dólares. En febrero de 2023, el condado de Los Ángeles acordó otorgar 28.85 millones de dólares a Bryant para resolver todas las demandas.